# Campionato francese di rugby a 15 1930-1931
Il Campionato francese di rugby a 15 di prima divisione 1930-1931 fu conquistato dal RC Touloun che superò il Lyon OU in finale.

## Formula
Primo turno con le squadre divise in 8 gruppi di 5, girone all'italiana di sola andata, le prime 3 alla seconda fase.
Seconda fase con 8 gruppi di 3: le vincenti ai quarti di finale.

## Contesto
Ben 12 club furono esclusi dal campionato e formarono l'UFRA (Union française de rugby amateur) che organizzò il proprio torneo. Erano: Bayonne, Biarritz, Stade bordelais, Carcassonne (semifinalista nel 1930), Grenoble, Limoges, Lyon, Nantes, Pau (semifinalista nel 1930), Perpignan, Stade Français e Tolosa.
Ad essi si aggiunsero nel gennaio 1931 il Narbonne, e lo Stadoceste tarbais (che però non partecipò al primo campionato dell'UFRA)
Furono dunque 12 le defezioni (US Narbonne era un nuovo club in effetti, frutto di una scissione interna all'RC Narbonne).
Altri club come UA Libourne, Pamiers e Saint-Girons non disputarono il campionato della FFR ed quindi furono 15 in tutto i forfait al campionato "Excellence" che vide 15 club neopromossi:  Auch, Bordeaux EC, Bort (campione Honneur 1930), Bressanne (Bourg-en-Bresse), Brive, Dax, Stade Illibérien (Elne), Montauban, Stade Nay, Oloron, Stade Pézenas, Racing , Thuir, Tyrosse e Valence.
La Francia era stata esclusa dal torneo delle cinque nazioni nel 1930, a causa delle accuse (fondate) di professionismo e per la violenza che aveva contrassegnato i campionati precedenti.

## Prima fase
In grassetto le qualificate al secondo turno
| Gruppo A - Stade Nay, - Stade Pézenas - NAC Roanne - Tolone - CA Villeneuve | Gruppo B - Cognac - Stade Hendayais - FC Lézignan - Montauban - CA Périgueux    | Gruppo C - Agen - SA Bordeaux - US Bressanne - US Dax - Narbonne           |
| Gruppo D - Bort - Béziers - Soustons - Valence Sportif - Vienne             | Gruppo E - Oloron - Oyonnax - Quillan - Racing - Thuir                          | Gruppo F - Auch - Bègles - Stade Illibérien (Elne) - Montferrand - Tyrosse |
| Gruppo G - Albi - Boucau - Brive - CASG Paris - Lyon OU                     | Gruppo H - Bayonne - Bordeaux EC - Lourdes - Arlequins Perpignan - Toulouse OEC |                                                                            |

## Gruppi da tre
In grassetto le qualificate ai quarti
| Gruppo A - Auch - Arlequins Perpignan - Tolone | Gruppo B - Bayonne - Lyon OU - Villeneuve  | Gruppo C - Agen - Nay - Toulouse OEC      |
| Gruppo D - Périguex - Racing - Soustons        | Gruppo E - Bègles - Béziers - Boucau       | Gruppo F - Montferrand - Thuir - Lézignan |
| Gruppo G - Albi - Narbonne - Vienne            | Gruppo H - US Dax - US Montauban - Quillan |                                           |

## Quarti di finale
| Bordeaux 12 aprile 1931 | Agen | 25 – 0 | Quillan |  |

| Lione 26 aprile 1931 | Tolone | 6 – 4 | Montferrand |  |

| Bordeaux 26 aprile 1931 | Lyon OU | 7 – 6 | Racing |  |

| Tolosa 26 aprile 1931 | Narbonne | 6 – 0 | Boucau |  |

## Semifinali
| Tolosa 3 maggio 1931 | Tolone | 9 – 0 | Narbonne |  |

| Béziers 3 maggio 1931 | Lione | 11 – 8 | Agen |  |

## Finale
| Arbitro: | Abel Martin |

| |            | |
| Borréani Servolle | mt         | Panel |
| Eugène Chaud Etienne Allègre Amédée Couadou Marcel Baillette Jacques Farré Léopold Servole Emile Lamothe Auguste Borréani Jean Manciet Eugène Delangre Michel Vails Paul Barrère Joseph Lafontan René Namur Jules Hauc | Formazioni | Henri Marty Paul Durand Vincent Graule Jean Siré Gabriel Dubois Georges Battle Jean Brial Roger Claudel Lucien Laffond Louis Valin Jean Rat Fleury Panel André Vincent Fernand Cartier Billerac |

## Fonti
- L'Humanité, 1930-1931
- Encyclopédie du rugby a mise a jour périodique